# Лавелл (Пенсільванія)
Лавелл (англ. Lavelle) — переписна місцевість (CDP) в США, в окрузі Скайлкілл штату Пенсільванія. Населення — 708 осіб (2020).

## Географія
Лавелл розташований за координатами 40°45′44″ пн. ш. 76°23′13″ зх. д. / 40.76222° пн. ш. 76.38694° зх. д. (40.762314, -76.386879).  За даними Бюро перепису населення США в 2010 році переписна місцевість мала площу 2,94 км², уся площа — суходіл.

## Демографія
Згідно з переписом 2010 року, у переписній місцевості мешкали 742 особи в 323 домогосподарствах у складі 225 родин. Густота населення становила 253 особи/км².  Було 352 помешкання (120/км²).
Расовий склад населення:
| - 98,9 % — білих - 0,1 % — корінних американців - 0,1 % — азіатів |

До двох чи більше рас належало 0,1 %. Частка іспаномовних становила 0,7 % від усіх жителів.
За віковим діапазоном населення розподілялося таким чином: 17,7 % — особи молодші 18 років, 63,6 % — особи у віці 18—64 років, 18,7 % — особи у віці 65 років та старші. Медіана віку мешканця становила 45,8 року. На 100 осіб жіночої статі у переписній місцевості припадало 89,8 чоловіків;  на 100 жінок у віці від 18 років та старших — 92,7 чоловіків також старших 18 років.
Середній дохід на одне домашнє господарство  становив 56 150 доларів США (медіана — 39 844), а середній дохід на одну сім'ю — 68 374 долари (медіана — 66 591). 
Цивільне працевлаштоване населення становило 269 осіб. Основні галузі зайнятості: виробництво — 27,5 %, освіта, охорона здоров'я та соціальна допомога — 22,7 %, фінанси, страхування та нерухомість — 14,9 %, роздрібна торгівля — 9,3 %.